# 菅なな子
菅 なな子（すが ななこ、1996年〈平成8年〉11月11日 - ）は、日本の元アイドルであり、女性アイドルグループ・SKE48の元メンバーである。現在は広告会社の社員。
愛知県出身。みよし市立三好丘中学校、中京大学附属中京高等学校を経て、名古屋大学経済学部卒業。

## 略歴
2011年
- 10月16日、SKE48第5期生オーディションに仮合格[5]。
- 11月26日、「SKE48 リクエストアワーセットリストベスト50 2011」1日目において初お披露目。
- 12月26日、劇場公演デビュー。

2012年
- 5月16日、SKE48の9thシングル「アイシテラブル!」全4形態収録で研究生名義のカップリング曲「目が痛いくらい晴れた空」ならびにTYPE-C収録で紅組名義のカップリング曲「なんて銀河は明るいのだろう」のメンバーに選ばれる。
- 8月12日、9月19日発売の10thシングル「キスだって左利き」の表題曲選抜メンバーに選ばれたことが発表された[6]。
- 8月29日、SKE48劇場（SUNSHINE STUDIO）の改修前最終公演において、チームSへの昇格が発表された。

2013年
- 4月13日、日本ガイシホールで行われたSKE48春コン2013「変わらないこと。ずっと仲間なこと」で、「組閣」と称したチーム再編により、チームEへの移籍が発表された[7]。
- 7月17日、新チーム体制に再編（チームEへ移籍）。
- 12月7日、活動を辞退することを発表[8][9]。

2014年
- 2月23日、この日行われる「鈴懸の木の道で「君の微笑みを夢に見る」と言ってしまったら僕たちの関係はどう変わってしまうのか、僕なりに何日か考えた上でのやや気恥ずかしい結論のようなもの」劇場盤発売記念大握手会をもってSKE48としての活動を終了した[9]。

2015年
- 8月3日、元SKE48の桑原みずきと妹の桑原彩音プロデュースの舞台「ツルノヒトコエ」への出演が発表される[10]。

2016年
- 3月24日、『アイドル受験戦記 SKE48をやめた私が数学0点から偏差値69の国立大学に入るまで』を文藝春秋から上梓[11][12][注 1][13]。

2020年
- 大学を卒業し、広告会社に入社して大阪府に在住。

## 人物
- 愛称は、なんなん[14]。キャッチフレーズは、「なな子ろびやおき、どんな時でもめげずにfight! 5期生15歳のなんなんこと菅なな子です」[15][16]。
- 3兄妹の長女で、兄[17]と弟[16]がいる。
- SKE48を卒業してからは、学業に専念し、進級さえ危ぶまれた当時の成績は壊滅的だった。高校は中京大学附属中京高等学校に在籍していた[18]。髪をバッサリ切り、スマートフォンをガラパゴス・ケータイに変え、1日十数時間の怒涛の受験勉強に励んだ。卒業後1年余りで偏差値69の名古屋大学経済学部に現役で合格を果たした。なお、偏差値69は上位2.87%にあたり、40人クラスだと上から2番目ほどの順位である。[19] 2016年3月24日、書籍「元アイドル受験戦記 SKE48をやめた私が数学0点から偏差値69の国立大学に入るまで」を出版することとなった。同書は、カバー・扉などには撮り下ろしフォトを収録。アイドル時代の自撮り写真など貴重なプライベートショット、テスト成績表も掲載されている[20]。
- 工学系アイドルを自称している。小学校4年生のときに一人で二足歩行ロボットのななロボ（愛称）を組み上げた[21][22][23]。
- 趣味は漫画やアニメの鑑賞で、特技は剣道（2段）[6]、寄り目、妄想[24]である。剣道は団体戦では中堅[25]を務めていた。
- みよし市の中学校時代は生徒が投票する票を集め、生徒会長を務めていた[26]。
- SKE48加入前はavexが運営する「avex artist academy[27]」のダンスコースに在籍していた。

## SKE48在籍時の参加楽曲

### シングルCD選抜楽曲
SKE48名義
- 「片想いFinally」に収録
  - 今日までのこと、これからのこと
- 「アイシテラブル!」に収録
  - なんて銀河は明るいのだろう - 「紅組」名義
  - 目が痛いくらい晴れた空 - 「研究生」名義
- キスだって左利き
- チョコの奴隷
- 美しい稲妻
  - スルー・ザ・ナイト - 「セレクション8」名義
  - シャララなカレンダー - 「Team E」名義
- 賛成カワイイ!

AKB48名義
- 「ギンガムチェック」に収録
  - あの日の風鈴 - 「ウェイティングガールズ」名義
- 「So long !」に収録
  - Waiting room - 「アンダーガールズ」名義
- 「鈴懸の木の道で「君の微笑みを夢に見る」と言ってしまったら僕たちの関係はどう変わってしまうのか、僕なりに何日か考えた上でのやや気恥ずかしい結論のようなもの」に収録
  - Escape - 「SKE48」名義

### アルバムCD選抜楽曲
SKE48名義
- 『この日のチャイムを忘れない』に収録
  - フラフープでGO!GO!GO! - 「チームS」名義
  - Beginner - 「チームS」名義

AKB48名義
- 『1830m』に収録
  - 青空よ 寂しくないか? - 「AKB48+SKE48+NMB48+HKT48」名義

### 劇場公演ユニット曲
SKE48 研究生公演「PARTYが始まるよ」公演
- スカート、ひらり

 SKE48 研究生公演「会いたかった」公演
- 嘆きのフィギュア
- ガラスの I LOVE YOU
- 背中から抱きしめて
- リオの革命

 チームS 3rd Stage「制服の芽」公演
- 万華鏡（松下唯卒業後）

チームE 3rd Stage「僕の太陽」公演
- アイドルなんて呼ばないで

## 出演

### バラエティ
- SKE48の世界征服女子（2011年12月12日 - 2012年9月26日 不定期出演、中京テレビ）
- SKE48のあいちテル!（2012年7月7日・10月20日、東海テレビ）
- SKE48学園（2012年11月1日 - 不定期出演、Pigoo）
- SKE48のマジカル・ラジオ3（2013年1月20日・2月24日・3月24日、日本テレビ）
- SKE48のエビフライデーナイト（2013年10月5日 - 12月21日、日本テレビ）

### ラジオ
- SKE48 観覧車へようこそ!!（2012年1月30日 - 不定期出演、CBCラジオ）
- SKE48♥1+1は2じゃないよ!（2012年1月26日 - 不定期出演、東海ラジオ）

### 舞台
- ツルノヒトコエ
  - 〜3days party〜（2015年9月25日 - 27日、TACCS1179）
  - 〜One night party IN NAGOYA〜（2015年10月29日、Zepp Nagoya）
  - 〜Cheers to a great 2016!!〜（2016年3月23日 - 27日、戸野廣浩司記念劇場）

## 書籍

### 著書
- アイドル受験戦記 SKE48をやめた私が数学0点から偏差値69の国立大学に入るまで（2016年3月24日、文藝春秋）ISBN 978-4-16-390432-0[12]